# Asota malisa
Asota malisa är en fjärilsart som beskrevs av Swinhoe 1892. Asota malisa ingår i släktet Asota och familjen nattflyn. Inga underarter finns listade i Catalogue of Life.